# Yoyogi-kōen

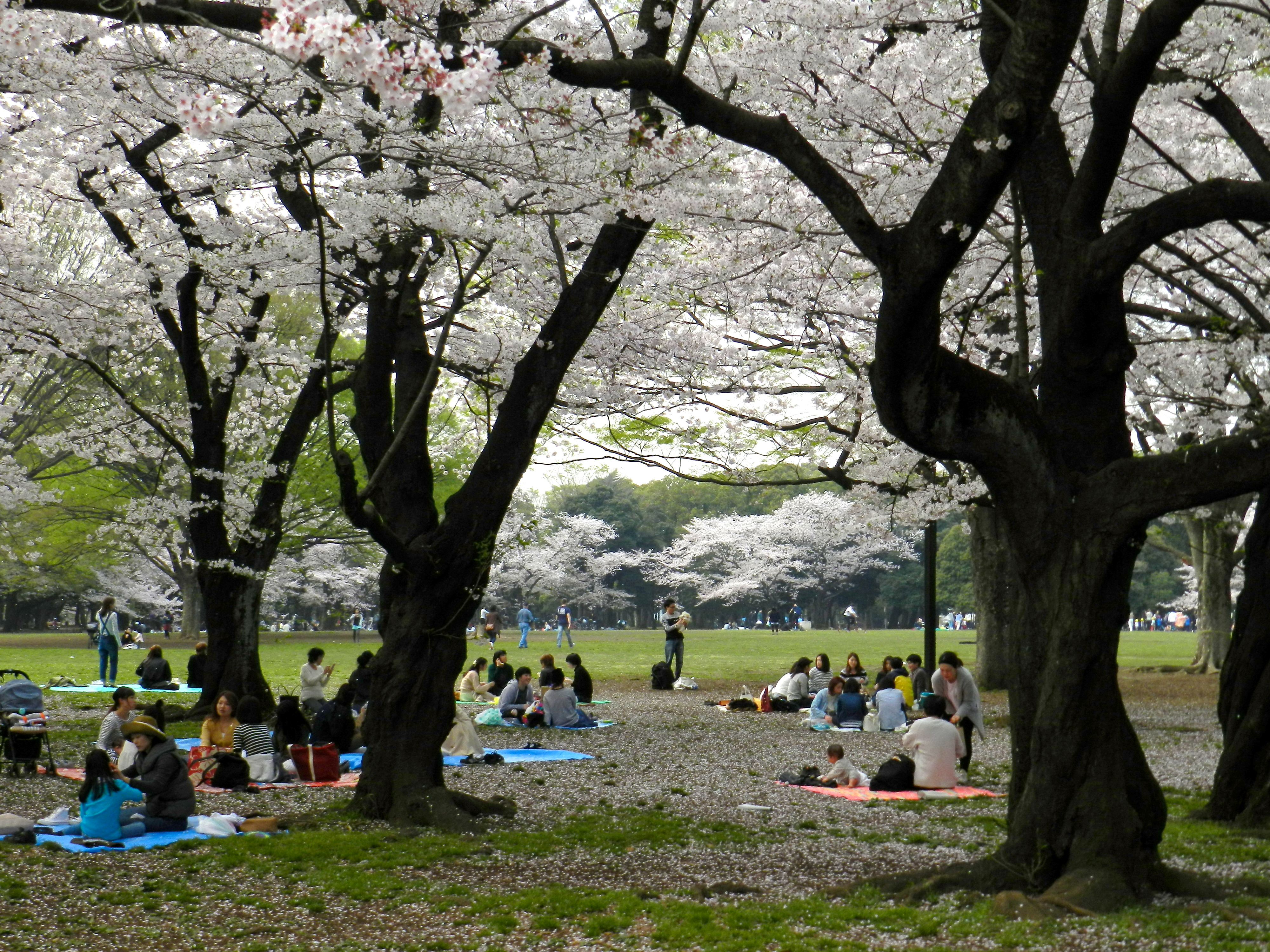

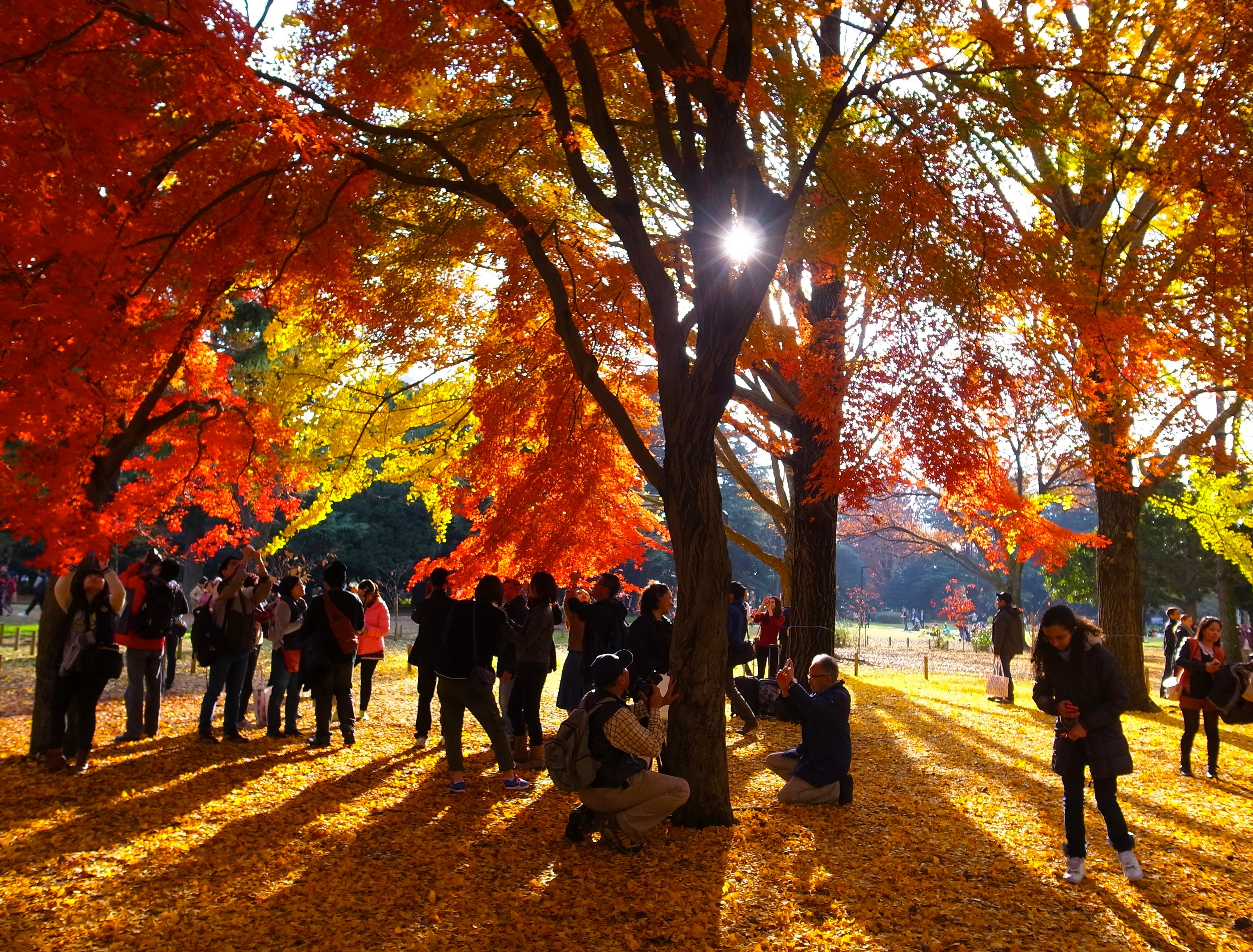

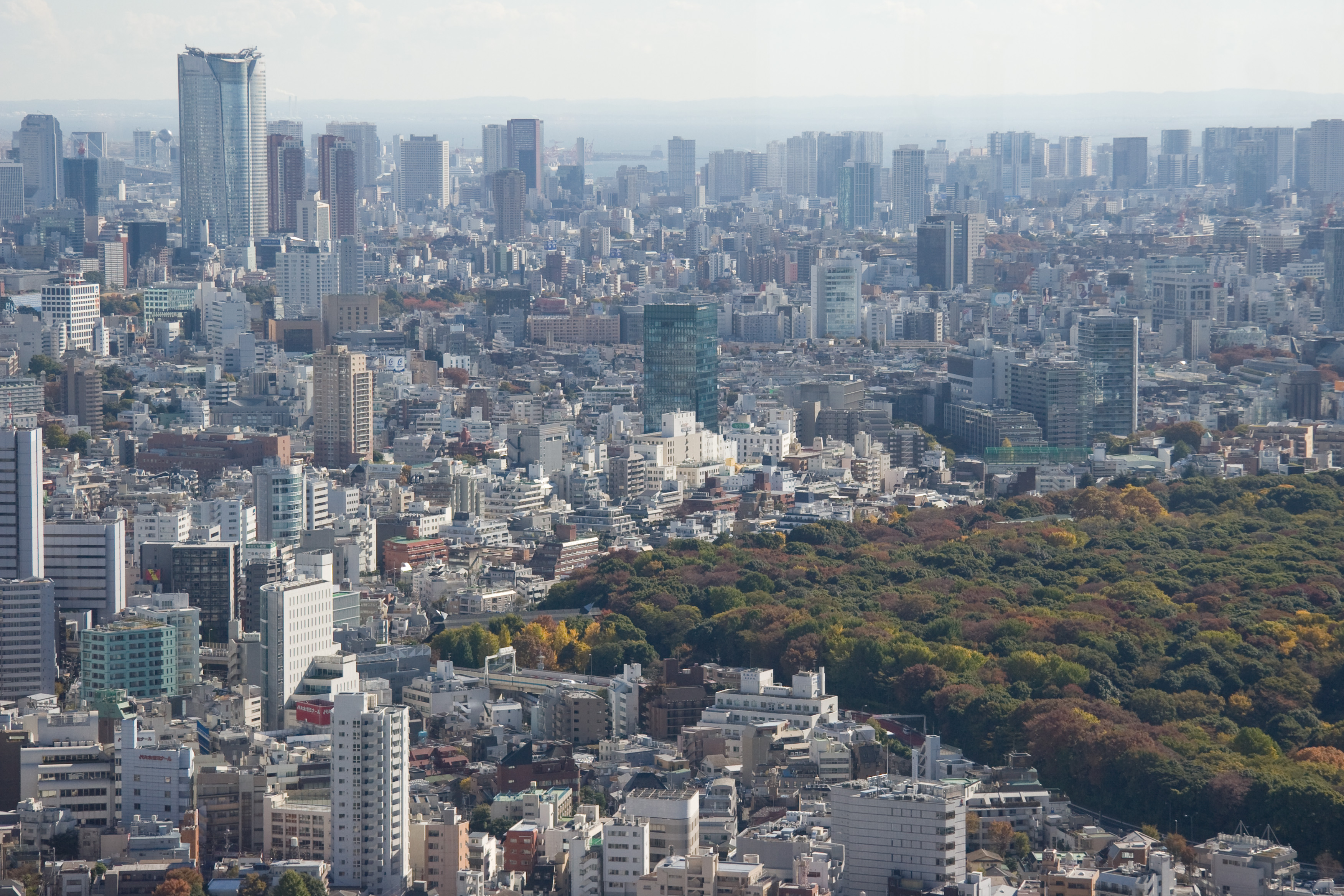

Le parc Yoyogi (代々木公園, Yoyogi kōen) est un grand parc près de la station de Harajuku et du sanctuaire Meiji dans l'arrondissement de Shibuya à Tokyo.

## Historique

### Jeux olympiques de 1964
Le village olympique des Jeux olympiques d'été de 1964 est à Yoyogi-kōen, dans l'arrondissement de Shibuya de Tokyo. À l'époque, le site s'appelle Washington Heights et héberge des militaires américains et leur famille. Il est remis aux Japonais à la fin de l'année 1963. Les Jeux sont l'occasion d'ôter tout aspect militaire du quartier et de moderniser la ville, peu entretenue depuis la fin de la Seconde Guerre mondiale.
Le village olympique comprend un mélange d'infrastructures existantes et neuves. Le village olympique s'étend sur 66 hectares, dont 12 000 mètres carrés sont pris par les bâtiments. Il s'agit de 543 pavillons en bois d'un ou deux étages et de quatorze bâtiments en béton armé de quatre étages chacun. De ces bâtiments, quatre hébergent les femmes, qui ont leur propre salle à manger, leur club et des bains réservés. Le village contient deux salles à manger, un club, des bains, un centre de services qui dispose d'un bureau de poste et d'une banque, un centre téléphonique, un centre commercial, un théâtre, une clinique, deux piscines chauffées et d'autres infrastructures sportives dont une piste d'athlétisme et un terrain d'entraînement.
Deux autres sites, à Karuizawa et à Ōiso, sont prévus. En raison de trajets trop longs, les organisateurs doivent ajouter deux nouveaux villages à Hachiōji et au lac Sagami. Ces villages secondaires disposent tous d'une poste, d'une banque, de boutiques, de restaurants et d'un salon de coiffure, et tou les villages sont reliés par un système de bus. 484 personnes, dont les cyclistes, sont à Hachioji, à proximité immédiate du vélodrome ou dans une auberge de jeunesse à 4,7 kilomètres de là. 316 personnes participant aux épreuves de canoë sont au lac Sagami : les femmes sont dans une auberge de jeunesse, les hommes dans trois autres bâtiments. Un hôtel héberge environ 200 personnes à Karuizawa pour le concours complet d'équitation. Le village olympique d'Oiso est constitué d'un hôtel local et d'un bâtiment construit pour l'occasion, à une vingtaine de kilomètres du port d'Enoshima, et héberge 347 personnes pour les épreuves de voile.
Les premières équipes arrivent le 15 septembre 1964 et les dernières quittent les lieux le 5 novembre. Pendant les Jeux, les équipes sont conviées à des divertissements mettant en avant la culture japonaise, dont la cérémonie du thé, l'ikebana et l'origami.

### Après les Jeux olympiques
Après les Jeux, l'ensemble du village olympique est détruit pour laisser la place au parc Yoyogi ; seule la maison ayant hébergé la délégation des Pays-Bas subsiste en souvenir. Le village de Karuizawa est réutilisé pour les épreuves de curling en 1998.
Aujourd'hui, le parc est un endroit apprécié par les tokyoïtes pour sortir, principalement le dimanche. Dans le parc, des gens se retrouvent pour jouer de la musique, pratiquer les arts martiaux, et pour faire du sport, en particulier du vélo, car le parc abrite une piste cyclable et des magasins louant des vélos.